# Гапченко, Андрей Владимирович
Андрей Владимирович Гапченко (род. 29 ноября 1970) — украинский автор и режиссёр научно-популярных программ («Жизнь среди жизни», «Жизнь животных», «Живое богатство Украины» и других), выходивших на каналах: «Интер», «Первый национальный» «Тонис», ТРК «Украина», «ТЕТ», «SCI» (Международный славянский канал) и других. Журналист программ ТК «Приват-TV».

## Биография
Родился 29 ноября 1970 года в Харькове. С 1987 по 1992 годы учился на биологическом факультете Харьковского национального университета им. В. Н. Каразина по специальности «биолог», «преподаватель биологии и химии». С 2018 года занимает должность заведующего отделом науки и мониторинга РЛП «Фельдман Экопарк» и является вице-президентом WOFARR (Всемирный открытый фонд реабилитации и реинтродукции животных).

## Телевидение
Андрей Гапченко начал свою телевизионную карьеру в 1992 году в телекомпании «Приват-TV» (Харьков, Украина), программы которой транслировались на телеканале «Тонис». Работал режиссёром, автором сценария и ведущим программы «Жизнь среди жизни». В 1999 году перешёл на работу в телекомпанию ООО «Батискаф» (Киев), где был режиссёром, автором сценария и ведущим программы «Жизнь животных». Позднее с 2003 по 2008 год работал журналистом на телерадиокомпании «Simon» (г. Харьков).
Через год перешёл на работу в телекомпанию «Приват TV» и работал там до 2007 года. Программы Гапченко выходили на многих каналах, среди них «Интер», «Тонис», ICTV, ТЕТ и разные харьковские каналы.
В 2013—2018 годах «Жизнь среди жизни» и другие проекты транслировались на каналах «Фауна», «Гамма», «Портреты дикой природы», на ТРК «ЮНИОН» (Донецк), «11 канал» (Днепропетровск) и других.

## Журналистская деятельность
Является автором статей о животных, заповедниках, зоопарках, туризме в журналах «Экзо», «Viva», «Ухтышка», «Домочадец».

## Награды
- 1996 год — Гран-при фестиваля «Экоэфир».
- 1998 год — награда «Золотая Эра» за программу «Жизнь среди жизни»[2].
- 2001 год — награда «Телетриумф» за программу «Жизнь животных»[3][4].

## Программы
- 1992—1998 — «Жизнь среди жизни» (ТК «Приват-ТV», премьера канал «Интер»)
- 1998—2004 — еженедельная телепрограмма «Жизнь животных» (студия «Батискаф», премьера канал «Интер»)
- осень 2004 — лето 2005 — сериал «Секретные материалы, мир животных» (ТК «Приват-ТV», премьера канал «Украина»)
- 2005—2008 — еженедельная телепрограмма «Острова жизни» (ТРК «Simon», Харьков)
- осень — весна 2004 — сериал «Портреты дикой природы» (ТК «Приват-ТV», премьера канал «Украина»)
- 2004 — сериал «Живое богатство Украины» (ТК «Приват-ТV», премьера канал «УТ-1»)
- осень 2007 — зима 2008 — сериал «Калейдоскоп дикой природы» (ТК «Приват-ТV», премьера канал «ТЕТ»)
- 2009 — «Телезверятко» (ТК «Приват-ТV», премьера ХГОТРК)